# رابرت برند
رابرت بِرِند (انگلیسی: Robert Behrend; ۱ ژانویهٔ ۱۸۵۶ – ۱ ژانویهٔ ۱۹۲۶) شیمی‌دان، و استاد دانشگاه اهل آلمان بود. وی نخستین فردی بود که اوریک اسید را سنتز نمود و روش  تیتراسیون پتانسیومتری را معرفی کرد.